# O di Betlemme altera povertà
Cantata pastorale per la natività di Nostro Signore Gesù Cristo
O di Betlemme altera povertà (H.488/R.388.47), sous titre : Cantata pastorale per la natività di Nostro Signore Gesù Cristo, Rome 1695, est une cantate pour la veillée de Noël, pour soprano et basse continue d'Alessandro Scarlatti, créée au Palais apostolique du Vatican le 24 décembre 1695.
Entre 1676 et 1740, c'est l'habitude à Rome de célébrer une veillée de Noël, avec un concert en présence du Pape et de nombreux cardinaux. Il n'était pas non plus bizarre de trouver parmi les invitées des personnalités de la noblesse européenne. Alessandro Scarlatti est chargé de composer la musique pour la veille du Noël romain à plusieurs occasions.
O di Betlemme altera, fait partie des quatre cantates pour la nuit de Noël de Scarlatti dont voici les autres, toutes présentées au Vatican, le 24 décembre :
- Abramo, il tuo sembiante, (Cantata per la Notte di Natale di Nostro Signore), 1705
- Alcone, ove per queste, 1706
- Serafini al nostro canto, 1707.

## Titres
- Introduction
- Recitativo - « O di Betlemme altera povertà venturosa ! »
- Aria - « Dal bel seno d'una stella »
- Recitativo - « Presa d'uomo la forma, alle gelide tempre »
- Aria - « L'Autor d'ogni mio bene »
- Recitativo - « Fortunati pastori »
- Aria - « Toccò la prima sorte a voi, pastori »

## Manuscrits
Les partitions de la cantate sont conservées à Londres (Add. 14165) et Naples.

## Enregistrements
- Mária Záddori, soprano ; Capella Savaria, dir. Pál Németh (décembre 1983, LP Hungaroton SLPD12561 / HCD 12561-2) (BNF 38109473)
- Nancy Argenta, soprano ; Chandos Baroque Players (février 1989, EMI 7 541176 2)[2] (OCLC 24686781)
- Nancy Argenta, soprano ; The English Concert, dir. Trevor Pinnock (1993, Archiv 4377922) (BNF 38260097)
- Deborah York, soprano ; The King's Consort, Robert King (7-9 février 1996, Hyperion CDH55354)[3] (OCLC 762455220) [lire en ligne] — avec Su le sponde del Tebro (H.705) Infirmata vulnerata.
- Sumi Jo, soprano ; VokalEnsemble Köln ; Cappella Coloniensis des WDR, dir. Michael Schneider (4-9 octobre 1999, Erato) (OCLC 48062851)
- Maya Boog, soprano ; Orchestre de chambre de Cologne, dir. Helmut Müller-Brühl (1999, Naxos)
- Emma Kirkby, soprano ; Ingrid Seifert et Richard Gwilt, violon ; Terence Charlston, clavecin ; dir. Charles Medlam (1999, BIS)

## Sources
- Livret des disques cités.